# 2. ročník předávání cen Amerického filmového institutu
2. ročník předávání cen Amerického filmového institutu se konal dne 5. ledna 2002. Nominace byly oznámeny dne 17. prosince 2001. Ceremoniál vysílala stanice CBS. Živé vysílání sledovalo ve Spojených státech amerických pouhých 5,5 milionů diváků a tak se organizace rozhodla, že se vrátí k původním vyhlášení deseti nejlepších filmů a deseti nejlepších televizních programů.

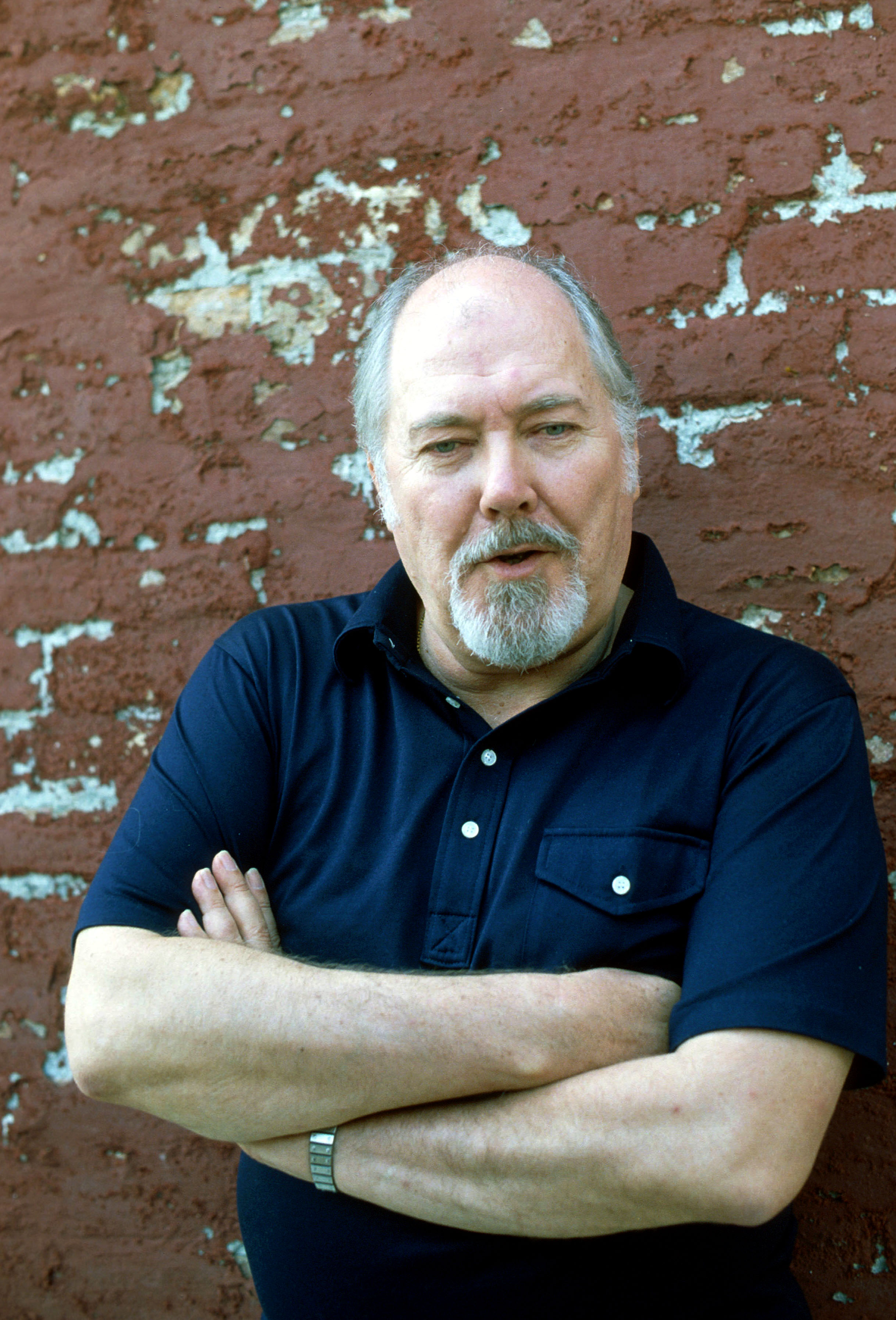
Robert Altman vítěz v kategorii nejlepší režie

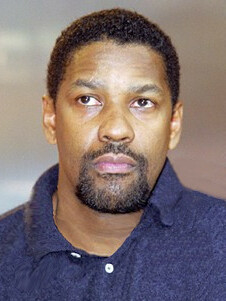
Denzel Washington vítěz v kategorii nejlepší mužský herecký výkon v hlavní roli

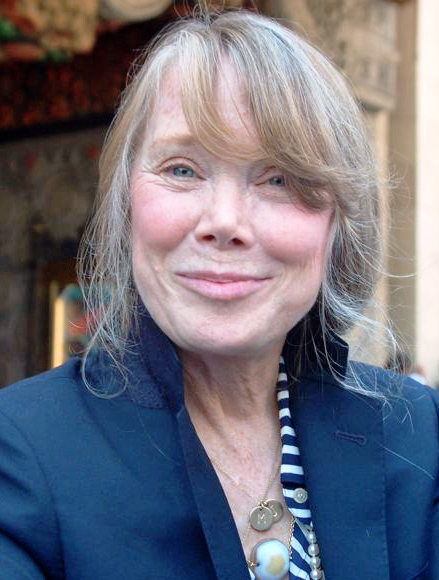
Sissy Spacek vítězka v kategorii nejlepší ženský herecký výkon v hlavní roli

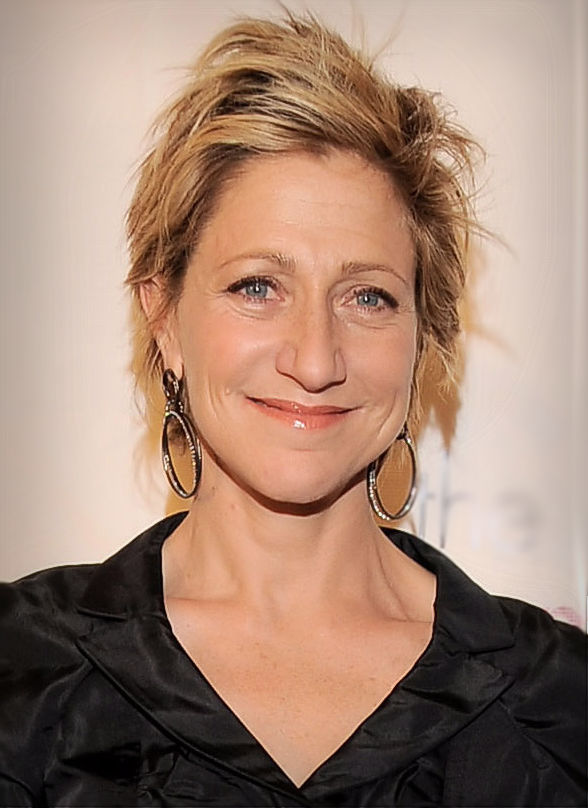
Edie Falco vítězka v kategorii nejlepší ženský herecký výkon v hlavní roli – televizní seriál

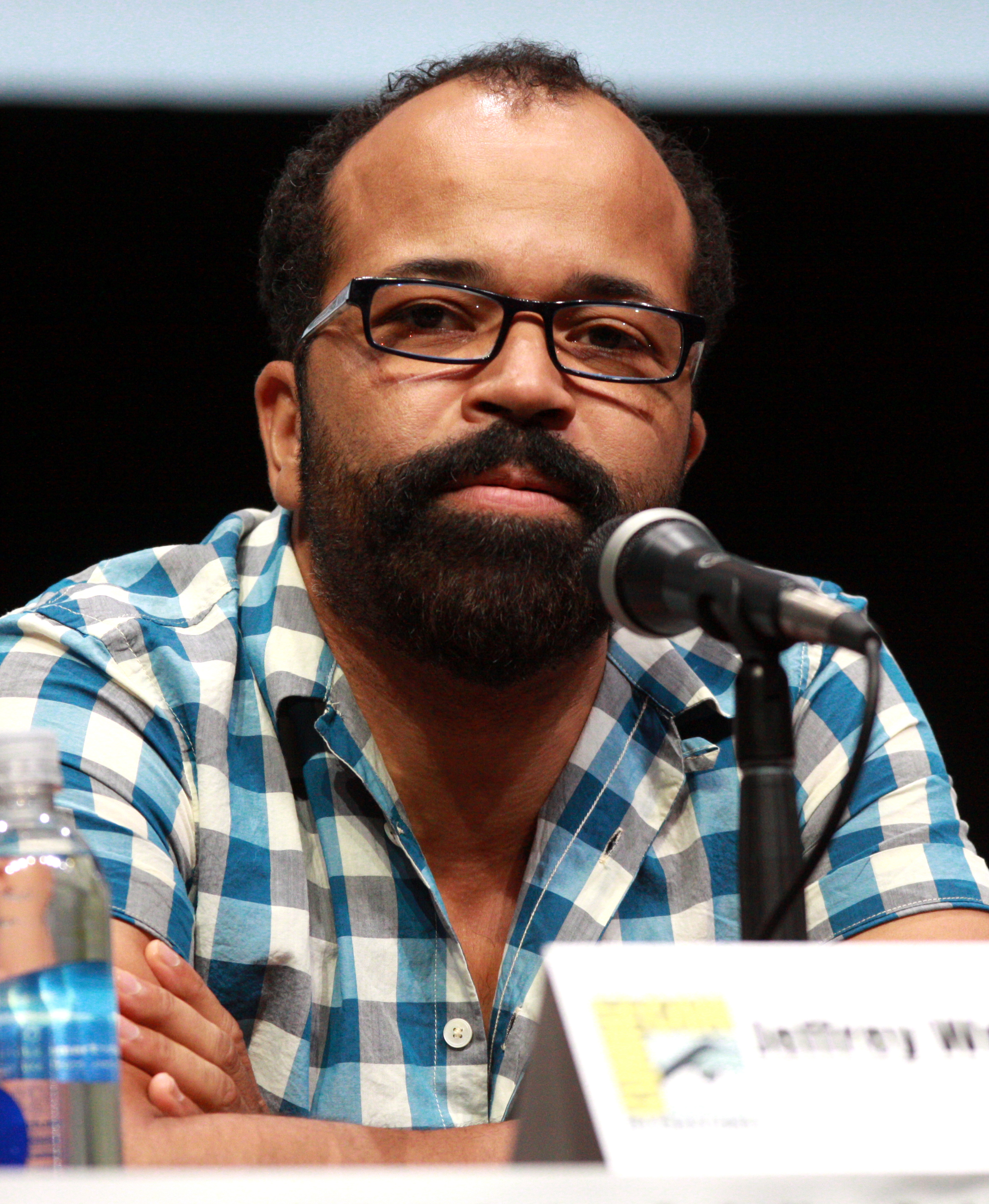
Jeffrey Wright vítěz v kategorii nejlepší mužský herecký výkon v hlavní roli – televizní film nebo limitovaný seriál

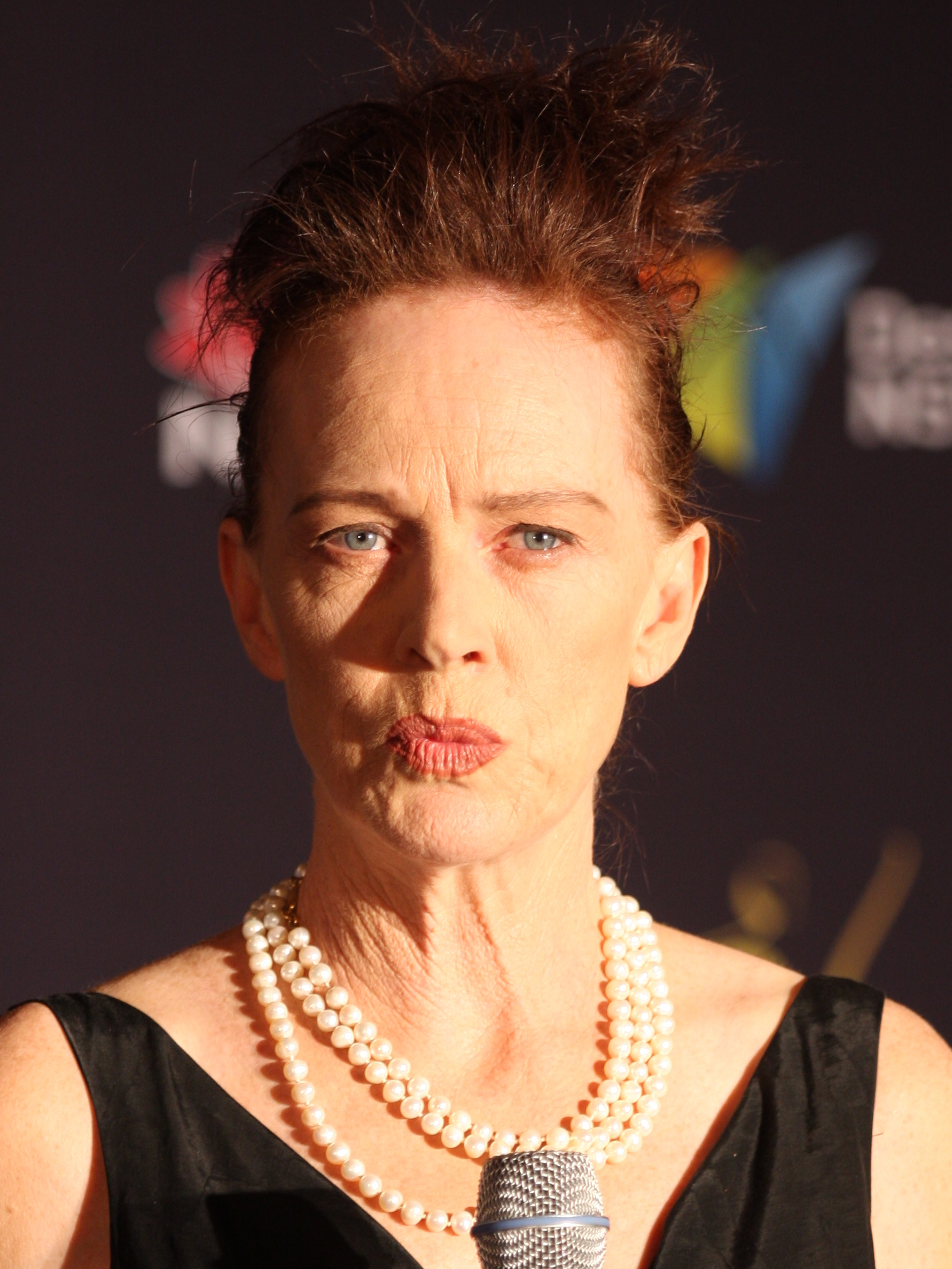
Judy Davisová vítězka v kategorii nejlepší ženský herecký výkon v hlavní roli – televizní film nebo limitovaný seriál

## Nominace a vítězové

### Nejlepší film
- Pán prstenů: Společenstvo Prstenu
- Čistá duše
- Černý jestřáb sestřelen
- V ložnici
- Muž, který nebyl
- Memento
- Ples příšer
- Moulin Rouge!
- Mulholland Drive
- Shrek

### Nejlepší režie
- Robert Altman – Gosford Park
- Todd Field – V ložnici
- David Lynch – Mulholland Drive
- Ridley Scott – Černý jestřáb sestřelen

### Nejlepší mužský herecký výkon v hlavní roli – film
- Denzel Washington  – Training Day
- Russell Crowe – Čistá duše
- Billy Bob Thornton – Muž, který nebyl
- Tom Wilkinson – V ložnici

### Nejlepší ženský herecký výkon v hlavní roli – film
- Sissy Spacek – V ložnici
- Halle Berryová – Ples příšer
- Stockard Channing – Cizí záležitost
- Naomi Watts – Mulholland Drive

### Nejlepší mužský herecký výkon ve vedlejší roli – film
- Gene Hackman – Taková zvláštní rodinka
- Steve Buscemi – Přízračný svět
- Brian Cox  – L.I.E.
- Tony Shalhoub – Muž, který nebyl

### Nejlepší ženský herecký výkon ve vedlejší roli – film
- Jennifer Connelly – Čistá duše
- Cate Blanchett – Banditi
- Cameron Diaz – Vanilkové nebe
- Frances O'Connor – A.I. Umělá inteligence

### Nejlepší výprava
- Grant Major – Pán prstenů: Společenstvo Prstenu
- Stephen Altman – Gosford Park
- Rick Carter – A.I. Umělá inteligence
- Arthur Max – Černý jestřáb sestřelen

### Nejlepší digitální efekty
- Jim Rygiel – Pán prstenů: Společenstvo Prstenu
- Nick Davis, Roger Guyett a Robert Legato – Harry Potter a Kámen mudrců
- Scott Farrar a Dennis Muren – A.I. Umělá inteligence
- Bob Sabiston – Sním či bdím?

### Nejlepší kamera
- Roger Deakins – Muž, který nebyl
- Ericson Core – Rychle a zběsile
- Sławomir Idziak – Černý jestřáb sestřelen
- Janusz Kamiński – A.I. Umělá inteligence

### Nejlepší scénář
- Christopher Nolan – Memento
- Daniel Clowes a Terry Zwigoff – Přízračný svět
- Robert Festinger a Todd Field – V ložnici
- Akiva Goldsman – Čistá duše

### Nejlepší televizní program - drama
- Rodina Sopránů (HBO)
- Buffy, přemožitelka upírů (UPN)
- Odpočívej v pokoji (HBO)
- Západní křídlo (NBC)

### Nejlepší televizní program - komedie
- Larry, kroť se  (HBO)
- Raymonda má každý rád (CBS)
- Malcolm v nesnázích (FOX)
- Sex ve městě (HBO)

### Nejlepší TV film nebo limitovaný seriál
- Bratrstvo neohrožených (HBO)
- Deník Anne Frankové (ABC)
- Bojkot (HBO)
- Konference ve Wannsee (HBO)

### Nejlepší mužský herecký výkon v hlavní roli - seriál
- James Gandolfini – Rodina Sopránů
- Michael C. Hall – Odpočívej v pokoji
- Chi McBride – Bostonská střední
- Ray Romano – Raymonda má každý rád

### Nejlepší ženský herecký výkon v hlavní roli - seriál
- Edie Falco – Rodina Sopránů
- Allison Janney – Západní křídlo
- Jane Kaczmareková – Malcolm v nesnázích
- Doris Roberts – Raymonda má každý rád

### Nejlepší mužský herecký výkon v hlavní roli - TV film nebo limitovaný seriál
- Jeffrey Wright – Bojkot
- Kenneth Branagh – Konference ve Wannsee
- Ben Kingsley – Deník Anne Frankové
- Giovanni Ribisi – Rána do srdce

### Nejlepší ženský herecký výkon v hlavní roli - TV film nebo limitovaný seriál
- Judy Davisová – Já a mé přízraky
- Tammy Blanchar – Já a mé přízraky
- Phylicia Rashad – The Old Settler
- Hannah Taylor-Gordon – Deník Anne Frankové